# Крассе, Матали
Матали Крассе (фр. Matali Crasset, настоящее имя Натали Крассе, Nathalie Crasset; род. 28 июля 1965, Шалон-ан-Шампань) — французский промышленный дизайнер.

## Биография
Матали Крассе родилась 28 июля 1965 года в Шалон-ан-Шампань. Родом из семьи фермеров, она провела свое детство в маленькой деревеньке Норме. Там же она окончила школу. В 1988 году она решает продолжить обучение в Париже в высшей Международной Школе Промышленного Дизайна (ENSCI), а в 1991 году получает диплом промышленного дизайнера. Затем в 1992 году в течение года она проходит стажировку у Дениса Сантакьяры (Милан), а в 1993 году присоединяется к студии Филиппа Старка (Париж), где она назначается руководителем проекта Thomson Multimédia, а затем руководителем Tim Thom, дизайнерского центра Томсона. Это сотрудничество длится четыре года, в течение которых Матали Крассе разрабатывает под руководством Филиппа Старка " предметы быта, служащие людям ". Матали Крассе определяет Филиппа Старка как кого-то сложного, чья способность освобождать себя от ограничений, вызывает восхищение. Однако, в 1998 году она создает свою собственную студию в Париже, вместе со своим мужем Фрэнсисом Фишо, чтобы «защититься от Старка», который определил её как «свой мозг».
Матали Крассе живёт и работает в Париже. Она мать двоих детей: Поплин и Арто.
В 2012 и 2016 годах она была почетной гостьей на международном кинофестивале Festival international du livre d’art et du film.
Она сотрудничает с журналом Bil Bo K и является одним из художников, отобранных Брижит Макрон в 2017 году для реконструкции и декорирования Елисейского дворца. Кроме того, Брижит Макрон выбирает студию Крассе для le salon des Fougères, где она работает.

## Достижения
Произведения Матали Крассе представлены во многих государственных коллекциях во Франции: Центр Помпиду, Музей декоративного искусства в Лувре, Национальный центр искусств, Муниципальный фонд современного искусства в Париже, Региональный Фонд современного искусства Нотд-Па-де-Кале, в центре современного искусства Le Consortium, и за рубежом: Нью-Йоркский музей современного искусства, Чикагский институт искусства, Музей современного прикладного искусства и дизайна (Швейцария), Художественный музей Индианаполиса, в Grand Hornu (Бельгия), MAK Vienne (Австрия).